# Felix Geybels
Felix Geybels (Zolder, 23 november 1935 – Leuven, 15 november 2013) was een Belgisch voetballer.

## Carrière
Geybels speelde zijn hele carrière voor Beringen FC. De club pendelde in die tijd tussen Eerste klasse en Tweede klasse. Geybels werd 9 maal opgeroepen voor de Rode Duivels, maar speelde slechts 1 wedstrijd, in 1959 tegen Oostenrijk.
Geybels was lokaal actief voor sp.a.
Geybels overleed in 2013 op 77-jarige leeftijd.